# Leila Gerstein
Leila Gerstein (...) è una sceneggiatrice e produttrice televisiva statunitense.
Gerstein ha scritto per serie televisive, tra cui Gossip Girl, The O.C. e Life as We Know It, e ha scritto e prodotto episodi di Eli Stone. Ha creato la serie drammatica comica medica 2011 Hart of Dixie.  Gerstein ha vinto un Emmy nel 2017 come produttore di consulenza in The Handmaid's Tale.